# JR貸切バス事故
JR貸切バス事故（ジェイアールかしきりバスじこ）は、1994年（平成6年）5月26日に、千葉県富津市湊町の国道127号で発生したバスと小型トラックの正面衝突事故である。

## 概要
1994年（平成6年）5月26日午前4時30分頃、千葉県富津市湊町の国道127号でJRバス関東館山支店の貸切バスが右カーブを走行中、対向してきた2tトラックが居眠り運転によりセンターラインを越え、当該のバスと正面衝突した。
事故の直接の原因は対向車の運転ミスだが、大型バスと小型トラックの正面衝突によりバスの運転士だけが死亡する事故は異例であり、このバスの低運転台構造に運転士を死亡させる危険性がある可能性が示された。